# تيمولول
وهو من حاصرات بيتا غير المتخصصة بالقلب .

## الاستخدامات

### 1-عن طريق الفم
ويستخدم في الحالات التالية:
- الشقيقة
- فرط ضغط الدم
- احتشاء عضل القلب

### 2-قطرات للعين
ويستخدم في حالات ارتفاع ضغط العين

## المحاذير
- يمنع استخدامه في حالات الربو
- الحذر من استخدامه في حالات مرضى السكري